# Roca Blanca (Mas de Barberans)
La Roca Blanca és una muntanya de 766 metres que es troba al municipi del Mas de Barberans, a la comarca catalana del Montsià.